# 丁霄霖
丁霄霖（1934年—2019年7月27日），中国食品科学与工程专家，无锡轻工大学（现江南大学）校长、教授，政协无锡市委员会第八届、九届、十届副主席、无锡市民盟原主委。1987年6月加入中国共产党，1991年11月加入中国民主同盟。